# Operador de defasagem
Em econometria de séries temporais, Operador de defasagem é o termo usado para designar o operador que representa o número de períodos associados a uma observação precedente.

## Definição formal
O operador defasagem "L" é definido como sendo um operador linear tal que, para qualquer valor {\displaystyle y_{t}}, teremos:
{\displaystyle \,L^{i}y_{t}=y_{t-i}\,}, ou seja, {\displaystyle L^{i}={\frac {y_{t-i}}{y_{t}}}}
onde {\displaystyle L^{i}} significa simplesmente a defasagem de {\displaystyle y_{t}} por "i" períodos.

## Propriedades
As seguintes propriedades valem para os operadores defasagem
1. "i"pode assumir qualquer valor inteiro. Se assumir valor negativo, representa períodos à frente e não para trás:{\displaystyle \,L^{2}y_{t}=y_{t-2}\,}, {\displaystyle \,L^{-3}y_{t}=y_{t+3}\,}
2. A defasagem de uma constante "c" é a constante: {\displaystyle \,Lc=c\,}[1]
3. Distributiva: {\displaystyle \left(L^{i}+L^{j}\right)\cdot y_{t}=L^{i}y_{t}+L^{j}y_{t}=y_{t-i}+y_{t-j}}[1]
4. Associativa da multiplicação: {\displaystyle L^{i}\cdot L^{j}\cdot y_{t}=L^{i}\cdot \left(L^{j}y_{t}\right)=L^{i}\cdot y_{t-j}=y_{t-i-j}}[1]

## Utilidade
Os operadores defasagem permitem uma notação concisa para escrever equações a diferença.
Por exemplo, seja a equação de ordem "p":
{\displaystyle y_{t}=a_{0}+a_{1}\cdot y_{t-1}+a_{2}\cdot y_{t-2}+...+a_{p}\cdot y_{t-p}+\varepsilon _{t}}
Colocando todos os termos {\displaystyle y_{t-i}} para o lado esquerdo da equação e os demais para o lado direito, temos:
{\displaystyle y_{t}-a_{1}\cdot y_{t-1}-a_{2}\cdot y_{t-2}-...-a_{p}\cdot y_{t-p}=a_{0}+\varepsilon _{t}}
Colocando {\displaystyle y_{t}} em evidência, temos:
{\displaystyle \left[1-a_{1}{\frac {y_{t-1}}{y_{t}}}-a_{2}{\frac {y_{t-2}}{y_{t}}}-...-a_{p}{\frac {y_{t-p}}{y_{t}}}\right]y_{t}=a_{0}+\varepsilon _{t}}
Utilizando o operador defasagem, podemos escrever esta equação como:
{\displaystyle \left[1-a_{1}L-a_{2}L^{2}-...-a_{p}L^{p}\right]y_{t}=a_{0}+\varepsilon _{t}}
ou, de maneira ainda mais compacta, 
{\displaystyle A\left(L\right)y_{t}=a_{0}+B\left(L\right)\varepsilon _{t}},
onde {\displaystyle A\left(L\right)} pode ser visto como um polinômio do operador defasagem. A notação {\displaystyle A\left(1\right)} é usada para denotar a soma dos coeficientes:
{\displaystyle A\left(1\right)=1-a_{1}-a_{2}-...-a_{p}}